# Corrigan
Corrigan é uma cidade  localizada no estado norte-americano do Texas, no Condado de Polk.

## Demografia
Segundo o censo norte-americano de 2000, a sua população era de 1721 habitantes.
Em 2006, foi estimada uma população de 1944, um aumento de 223 (13.0%).

## Geografia
De acordo com o United States Census Bureau tem uma área de
4,8 km², dos quais 4,8 km² cobertos por terra e 0,0 km² cobertos por água. Corrigan localiza-se a aproximadamente 77 m acima do nível do mar.

## Localidades na vizinhança
O diagrama seguinte representa as localidades num raio de 32 km ao redor de Corrigan.